# Eberhard Gwinner
Eberhard Gwinner (* 26. Dezember 1938 in Stuttgart; † 7. September 2004) war ein deutscher Ornithologe und Verhaltensforscher sowie Gründungsdirektor des Max-Planck-Instituts für Ornithologie (Andechs, Radolfzell, Seewiesen). In einem Nachruf in der Fachzeitschrift Nature hieß es, Gwinner sei „einer der einflussreichsten Forscher auf dem Gebiet der Ornithologie in der zweiten Hälfte des 20. Jahrhunderts“ gewesen.

## Werdegang
„Ebo“ Gwinner beendete 1964 seine Doktorarbeit über das Sozialverhalten von Kolkraben in der Arbeitsgruppe von Gustav Kramer im Max-Planck-Institut für Verhaltensphysiologie und war danach in dessen ornithologischer Außenstelle in Andechs bei Jürgen Aschoff tätig. Seit 1991 leitete er die „Abteilung Gwinner“ des Max-Planck-Instituts für Verhaltensphysiologie in Andechs und seit 1998 die aus der Vogelwarte Radolfzell und dem MPI für Verhaltensphysiologie hervorgegangene Max-Planck-Forschungsstelle für Ornithologie, die im März 2004 – vor allem auf seine jahrelange Initiative hin – in das eigenständige Max-Planck-Institut für Ornithologie umgewandelt worden war.

## Forschungsarbeiten
Eberhard Gwinner zählte auf dem Gebiet der Erforschung biologischer Rhythmen zu den weltweit führenden Wissenschaftlern und galt als einer der kenntnisreichsten Experten für die Chronobiologie. Gwinner war in den 1960er-Jahren zeitgleich mit (aber unabhängig von) Ted Pengelley der erste Forscher, der die angeborene jahresperiodische Rhythmen experimentell nachweisen konnte. Gwinner erforschte unter anderem Tages- und Jahresrhythmen bei Vögeln, deren räumliches Lernen beim Vogelzug sowie die Physiologie und die Strategien des Vogelzugs, ferner die hormonelle Kontrolle ihres Verhaltens, die Flugmechanik und die Flugphysiologie.
Gwinners Doktorvater Jürgen Aschoff hatte anhand von Experimenten mit Vögeln, die er unter konstanten Lichtverhältnissen hielt, postuliert, dass sie über einen inneren, angeborenen Oszillator verfügen, der es auch im Dauerlicht gehaltenen Tieren ermöglicht, über längere Zeit hinweg den üblichen Wechsel ihrer täglichen Aktivitäts- und Ruhephasen beizubehalten. Aschoff konnte auch nachweisen, dass diese „innere Uhr“ im Freiland durch den natürlichen Tag- und Nachtwechsel feinjustiert wird. Nicht erklärbar war durch diese Forschungsergebnisse jedoch, wie Zugvögel, die das Winterhalbjahr in tropischen Regionen verbringen, erkennen können, dass die Zeit zum Rückflug in ihre Sommerreviere gekommen ist: In den Tropen gibt es im Jahresverlauf kaum einen Wechsel der Tageslängen. Dank seiner Festanstellung in einem Max Planck-Institut konnte Gwinner sich jahrelang der Aufklärung dieses Phänomens widmen – eines seiner Experimente dauerte zwölf Jahre. So konnte er zeigen, dass seine Testtiere (vor allem Fitis und Gartengrasmücke) auch im Labor über Jahre hinweg einen konstanten jahreszeitlichen Wechsel von Gonadenwachstum, Mauser und Zugverhalten zeigten, wenn sie im Wechsel von 12 Stunden Helligkeit und 12 Stunden Dunkelheit gehalten wurden. Aufgrund genauer Verhaltensbeobachtungen konnte ferner nachgewiesen werden, dass auch die Richtung des Vogelzugs und dessen Dauer durch innere, angeborene Programme bestimmt werden. Die genauen physiologischen Mechanismen und der Sitz dieser inneren „Jahreszeiten-Uhr“ sind bis heute unbekannt.

## Schriften (Auswahl)
- Untersuchungen über das Ausdrucks- und Sozialverhalten des Kolkraben (Corvus corax corax L.). In: Zeitschrift für Tierpsychologie. Band 21, 1964, S. 657–748.
- Peter Berthold, Eberhard Gwinner, Edith Sonnenschein: Avian Migration. Springer Verlag, Berlin 2003, ISBN 3-54043408-9.

## Belege
1. ↑  Peter Berthold: Prof. Dr. Eberhard Gwinner (26.12.1938-07.09.2004). In: Ornithologischer Anzeiger. Band 44, 2004, S. 47–48 (Volltext (PDF).)
2. ↑  „...one of the most influential ornithological researchers of the second half of the twentieth century...“zitiert aus: Roland Brandstaetter, John Krebs: Eberhard Gwinner (1938–2004). Pioneer of circannual clock research. In: Nature. Band 432, 2004, S. 687

| Personendaten    | Personendaten                                |
| ---------------- | -------------------------------------------- |
| NAME             | Gwinner, Eberhard                            |
| ALTERNATIVNAMEN  | Gwinner, Ebo                                 |
| KURZBESCHREIBUNG | deutscher Ornithologe und Verhaltensforscher |
| GEBURTSDATUM     | 26. Dezember 1938                            |
| GEBURTSORT       | Stuttgart                                    |
| STERBEDATUM      | 7. September 2004                            |